# Nemoria capysoides
Nemoria capysoides är en fjärilsart som beskrevs av William Schaus 1901. Nemoria capysoides ingår i släktet Nemoria och familjen mätare. Inga underarter finns listade i Catalogue of Life.